# Be Here Now Tour
Tournées par Oasis
(What's the Story) Morning Glory? Tour 
 (1995-1996) Standing on the Shoulder of Giants Tour 
 (2000)
Le Be Here Now World Tour est une ancienne tournée mondiale du groupe de rock anglais Oasis, pour la promotion de leur troisième et très attendu album Be Here Now. La tournée, qui traverse le Royaume-Uni, l'Europe, les États-Unis, le Canada, le Japon, l'Australie, l'Asie, et l'Amérique latine, comprend quatre-vingt-cinq dates sur une période de neuf mois de 1997 à 1998. La tournée commence le 14 juin 1997, lorsque le groupe assure la seconde partie de U2 à la KROQ Weenie Roast à Irvine, Californie, aux États-Unis, et se termine le 25 mars 1998 au Palais des Sports à Mexico, au Mexique. La plupart des spectacles se tenant en automne et en hiver, la grande majorité des concerts sont organisés dans des arènes et des salles, contrairement aux habitudes du groupe, qui préfère des lieux plus vastes et en plein air.

## Programme
La setlist typique de la tournée est :
1. Be Here Now
2. Stay Young
3. Stand By Me
4. Supersonic
5. Some Might Say
6. Roll With It
7. D'You Know What I Mean?
8. Don't Look Back in Anger
9. Wonderwall
10. Live Forever
11. It's Gettin' Better (Man!!)
12. All Around the World
13. Fade In-Out
14. Champagne Supernova
15. Cigarettes & Alcohol
16. Acquiesce

Il s'ajoute selon les concerts le plus souvent les chansons Whatever, Don't Go Away et My Big Mouth. Lors de la tournée au Japon, Noel a joué Help! des Beatles en acoustique. Enfin, il est arrivé que Noel chante Setting Sun, un partenariat qu'il avait fait avec The Chemical Brothers.

## Dates de première partie deU2
- 14 juin - KROQ Weenie Roast, Irvine, CA, États-Unis
- 18 juin - Coliseum, Oakland, CA, États-Unis
- 19 juin - Coliseum, Oakland, CA, États-Unis

## Premières dates européennes
- 8 septembre - Spektrum, Oslo, Norvège
- 9 septembre - Globe, Stockholm, Suède
- 10 septembre - Forum, Copenhague, Danemark

## Premières dates anglaises
- 13 septembre - Westpoint Arena, Exeter
- 14 septembre - Westpoint Arena, Exeter
- 16 septembre - Arena, Newcastle
- 17 septembre - Arena, Newcastle
- 19 septembre - Exhibition and Conference Centre, Aberdeen
- 20 septembre - Exhibition and Conference Centre, Aberdeen
- 22 septembre - Sheffield Arena
- 23 septembre - Sheffield Arena
- 25 septembre - Earls Court Exhibition Centre, Londres
- 26 septembre - Earls Court Exhibition Centre, Londres
- 27 septembre - Earls Court Exhibition Centre, Londres
- 29 septembre - National Indoor Arena, Birmingham
- 30 septembre - National Indoor Arena, Birmingham

## Premières dates américaines
- 7 octobre - Hammerstein Ballroom, New York, NY, États-Unis
- 8 octobre - Hammerstein Ballroom, New York, NY, États-Unis

## Dates européennes
- 22 octobre - Deutschlandhalle, Berlin, Allemagne
- 3 novembre- Zénith, Lille, France
- 8 novembre- Pabellon Principe Felipe, Saragosse, Espagne
- 10 novembre- Palacio De La Comunidad, Madrid, Espagne
- 11 novembre- Palau Dels Esports, Barcelone, Espagne
- 13 novembre - Aréna, Genève, Suisse
- 15 novembre - Palasport, Bologne, Italie
- 16 novembre - Forum, Milan, Italie
- 17 novembre - Forum, Milan, Italie
- 19 novembre - Olympichalle, Munich, Allemagne
- 21 novembre - Sportovni Hala, Prague, République tchèque
- 22 novembre - Festhalle, Francfort, Allemagne
- 24 novembre - Messehalle, Hanovre, Allemagne
- 25 novembre - Festhalle, Francfort, Allemagne
- 26 novembre - Earls Court Exhibition Centre, Londres, Royaume-Uni
- 27 novembre - Brabanthallen, Bois-le-Duc, Pays-Bas
- 28 novembre - Arena, Oberhausen, Allemagne

## Dates anglaises et irlandaises
- 3 décembre - The Point, Dublin, Irlande
- 4 décembre - The Point, Dublin, Irlande
- 5 décembre - The Point, Dublin, Irlande
- 7 décembre - SE&CC, Glasgow, Royaume-Uni
- 8 décembre - SE&CC, Glasgow, Royaume-Uni
- 10 décembre - Indoor Arena, Cardiff, Royaume-Uni
- 11 décembre - Indoor Arena, Cardiff, Royaume-Uni
- 13 décembre - GMEX Arena, Manchester, Royaume-Uni
- 14 décembre - GMEX Arena, Manchester, Royaume-Uni
- 16 décembre - Water Rats, Londres, Royaume-Uni
- 17 décembre - Wembley Arena, Londres, Royaume-Uni
- 18 décembre - Wembley Arena, Londres, Royaume-Uni

## Dates américaines et canadiennes
- 8 janvier - Sony E Center, Philadelphie, PA, États-Unis
- 9 janvier - Patriot Center, Washington, DC, États-Unis
- 10 janvier - A.J. Palumbo Center, Pittsburgh, PA, États-Unis
- 12 janvier - Continental Airlines Arena, E Rutherford, NJ, États-Unis
- 15 janvier - Maple Leaf Gardens, Toronto, Canada
- 17 janvier - Rosemont Horizon, Rosemont, IL, États-Unis
- 18 janvier - Northrop Auditorium, Minneapolis, MN, États-Unis
- 23 janvier - GM Place, Vancouver, Canada
- 24 janvier - Seattle Center Arena, Seattle, WA, États-Unis
- 26 janvier - Bill Graham Civic Auditorium, San Francisco, CA, États-Unis
- 27 janvier - Universal Amphitheater, Los Angeles, CA, États-Unis
- 28 janvier - Universal Amphitheater, Los Angeles, CA, États-Unis
- 31 janvier - Bronco Bowl Auditorium, Dallas, TX, États-Unis
- 1er février - Theatre At Bayou Place, Houston, TX, États-Unis
- 5 février - WPB Auditorium, West Palm Beach, FL, États-Unis
- 6 février - UCF Arena, Orlando, FL, États-Unis
- 8 février - Fox Theatre, Atlanta, GA, États-Unis

## Dates asiatiques
- 18 février - Nippon Budokan, Tokyo, Japon
- 19 février - Nippon Budokan, Tokyo, Japon
- 20 février - Nippon Budokan, Tokyo, Japon
- 22 février - HKCEC Hall 3, Hong Kong, Chine

## Dates australiennes et néo-zélandaises
- 26 février - Entertainment Center, Perth, Australie
- 28 février - Entertainment Center, Adélaïde, Australie
- 1er mars - Entertainment Center, Melbourne, Australie
- 3 mars - Entertainment Center, Sydney, Australie
- 6 mars - Entertainment Center, Brisbane, Australie
- 9 mars - Carter Holt Pavilion, Auckland, Nouvelle-Zélande
- 10 mars - Queens Wharf Event Center, Wellington, Nouvelle-Zélande

## Dates sud-américaines
- 14 mars - San Carlos de Apoquindo Stadium, Santiago, Chili
- 17 mars - Luna Park, Buenos Aires, Argentine
- 18 mars - Luna Park, Buenos Aires, Argentine
- 20 mars - Metropolitan, Rio de Janeiro, Brésil
- 21 mars - Polo de Arte e Cultura de Anhembi, São Paulo, Brésil
- 24 mars - Sports Palace, Mexico, Mexique
- 25 mars - Sports Palace, Mexico, Mexique